# الادوام (حزم العدين)

تعديل مصدري - تعديل

الادوام محلة تابعة لقرية الموسطة، التابعة لعزلة بني وائل بمديرية حزم العدين إحدى مديريات محافظة إب في الجمهورية اليمنية، بلغ تعداد سكانها 92 حسب تعداد اليمن لعام 2004.